# Принцип продуктивної оптимізації Реммерта
Принцип продуктивної оптимізації Реммерта, згідно з Г. Реммертом (Remmert H., 1978), у природній  екосистемі відношення між  первинною і  вторинною продукцією (між  продуцентами і  консументами) відповідає  принципу оптимізації, тобто рентабельності біопродукції. Зазвичай рослини продукують органічну речовину, достатню для споживання всією екосистемою. Коли виробляється більше органічної речовини, ніж споживається, екосистема стає нерентабельною, відносини між  трофічними рівнями не збалансовані. Коли відношення «споживання — продукція» врівноважується, екосистема стає стабільною, відносини між трофічними рівнями досягають рівноваги (збалансованості).